# 2019年8月3日東京反對逃犯條例修訂草案集會
2019年8月3日東京反對逃犯條例修訂草案集會（Solidarity Action to protect Hong Kong with the WORLD vol.5）是2019年8月3日在東京新橋站前舉行的集会，旨在声援香港的反對逃犯條例修訂草案運動及抗議《2019年逃犯及刑事事宜相互法律協助法例（修訂）條例草案》。此次活动为平野鈴子举行的第五次示威活动，约30人参加并表达意见，加上围观人数，最高峰约有100人。集会期间有籌款环节，共20人左右捐助，捐款中不乏日本最大额钞票一萬日元。